# 범양건영
범양건영(주)는 대한민국의 종합건설회사이다.
1988년 5월에 거래소에 상장되었으며, 2011년 기준 대한건설협회가 발표한 시공능력평가 순위는 58위였다. 하지만 해외 PF사업을 무리하게 추진한 결과 2011년 10월 기업회생절차 개시 신청을 하였고 2012년 10월 회생계획이 인가되었다. 2013년 8월 플라스코앤비㈜ 컨소시엄과 M&A를 위한 투자계약을 체결하였고, 동년 11월 변경회생계획 인가 및 회사분할이 이루어진 후 2014년 5월 기업회생절차가 종결되었다. 이 과정에서 플라스코앤비㈜ 컨소시엄이 87.79%의 지분을 취득하여 범양건영㈜의 최대주주가 되었다. 모듈러주택 제조를 주력 사업으로 영위하고 있다.

## 대표 브랜드
대표 브랜드로는 레우스(REUS)가 있으며, 이는 ‘고귀한’의 뜻을 가진 “RARE”와 ‘집’을 뜻하는 “HOUSE”가 조합하여 만든 말로 ‘고귀한 집’이라는 의미를 가지고 있다.

## 역사
1958년에 설립된 김공무사(주)가 전신이며, 1970년에 사명을 아정산업(주)로 바꾸고 1977년에 현재의 사명이 되었다. 1980년대까지 주한 미군이 발주하는 공사에 주로 참여해왔으며 아파트나 일반 건축물 공사를 주력으로 한 기업이 아니었기 때문에 1988년 거래소 상장 이전까지 어떤 기업인지 거의 알려지지 않았다고 한다. 1990년 해외건설업 면허를 획득한 후 2006년 두바이 지사, 2007년 카자흐스탄 지사를 설립하였으나, 무리한 해외PF사업 추진으로 2011년 10월 기업회생절차 개시 신청을 하였고 2012년 10월 회생계획이 인가되었다. 2013년 8월 플라스코앤비㈜ 컨소시엄과 M&A를 위한 투자계약을 체결하였고, 동년 11월 변경회생계획 인가 및 회사분할이 이루어진 후 2014년 5월 기업회생절차가 종결되었다. 이후 신규BI “레우스”를 발표하였고, 2015년 12월 물류, 창고업을 영위하는 회사인 고려종합물류㈜를 인수하였다.

## 연혁
- 1958년 8월 21일: 김공무사로 회사 설립
- 1970년 6월 23일: 아정산업(주)로 사명 변경
- 1977년 3월 11일: 범양건영(주)로 사명 변경